# インディアナ・ヴァシレフ
インディアナ・デンチェフ・ヴァシレフ（Indiana Denchev Vassilev ブルガリア語: Индиана Денчев Василев , 2001年2月16日 - ）は、アメリカ合衆国・ジョージア州サバンナ出身のサッカー選手。セントルイス・シティSC所属。ポジションはFW。

## クラブ経歴
2001年にブルガリア人の両親の元にジョージア州サバンナで生まれる。2015年に数々のアスリートを輩出したIMGアカデミーに入所。フロリダ州の高校に通いながら教練を積む。ユース世代のアメリカ代表で活躍し、2018年1月にアストン・ヴィラFCと契約。2017-18シーズンはU-18リーグでプレーし、2018-19シーズン途中にU-23チームに昇格。2019-20シーズンはU-23リーグで14試合6ゴールを記録していたところで、2020年1月にトップチームに昇格。同月13日のマンチェスター・シティFC戦で初のベンチ入りを果たし、19日のブライトン・アンド・ホーヴ・アルビオンFC戦でプレミアリーグデビュー。リーグ史上2番目に若いアメリカ人選手のデビューとして注目された。
2020年9月17日、バートン・アルビオンFCへの1年間のローン移籍が発表された。

## 代表歴
2017年にインドで開催された2017 FIFA U-17ワールドカップに、U-17アメリカ代表として出場。決勝トーナメント進出を果たし、準々決勝で優勝したイングランド代表に敗れたものの、ベスト8入りを果たした。